# Pulicaria paludosa
Pulicaria paludosa là một loài thực vật có hoa trong họ Cúc. Loài này được Link miêu tả khoa học đầu tiên năm 1806.